# Ramiro Costa
Ramiro Costa, né le 21 août 1992 à Rosario en Argentine, est un footballeur argentin. Il évolue au poste d'attaquant avec le club du CA Chacarita Juniors.

## Biographie
Il joue un match en Copa Sudamericana avec l'Universidad Católica et deux matchs en Ligue Europa avec l'ASA Târgu Mureș.